# Katalaza
Katalaza je široko rasprostranjen enzim prisutan kod prokariota i eukariota. Važan je čimbenik u antioksidacijskoj zaštiti organizma. Katalaza katalizira kemijsku reakciju razgradnje toksičnog vodikovog peroksida na molekule kisika i vode. Vodikov peroksid zajedno sa superoksidnim anionom (O2-), hidroksilnim radikalom (HO*) i singletnim kisikom (1O2) spada u slobodne radikale kisika.

## Struktura i uloga
Katalaza je izgrađena iz četiri podjedinice (tetramer), pri čemu svaka podjedinica sadrži jednu molekulu hema. Prisutan je kod gotovo svih organizama, od mikroorganizama, biljaka, životinja do čovjeka. Ovaj je enzim široko rasprostranjen kod čovjeka, posebno u stanicama jetre u peroksisomima i crvenim krvnim zrncima. Osnovna uloga ovog enzima je razgradnja vodikovog peroksida u kisik i vodu: 
{\displaystyle 2\,H_{2}O_{2}\longrightarrow O_{2}+2\,H_{2}O}
Kod čovjeka su prisutni i drugi enzimi sposobni za razgradnju vodikovog peroksida, kao npr. glutation peroksidaza. Glutation peroksidaza je u fiziološkim uvjetima (mala koncentracija vodikovog peroksida), čak i aktivnija od katalaze, ali pri povećanim koncentracijama vodikovog peroksida aktivnost se katalaze naglo poveća. Biološka uloga katalaze je, dakle, zaštita organizma od štetnog djelovanja vodikovog peroksida, kad njegova koncentracija dosegne neuobičajeno visoku razinu.
Mnoge bakterije sadrže ovaj enzim, kao jedan od faktora zaštite od djelovanja imunološkog sustava. U procesu fagocitoze leukociti (stanice imunološkog sustava) uništavaju bakterije proizvodnjom slobodnih radikala kisika, koji se miješaju u sadržaj fagocitoznog mjehurića u kojem je leukocit zarobio bakteriju. Prisutnost i djelovanje katalaze kod nekih bakterija omogućava im da prežive u takvoj neprijateljskoj sredini. Utvrđivanjem prisutnosti ovog enzima mogu se identificirati neke bakterije kao npr. Staphylococcus aureusa. Ako je katalaza prisutna u bakterijskoj kulturi, dodavanjem vodikovog peroksida pojavljuju se mjehurići kisika zbog razgradnje katalazom. Ovaj lako izvediv test se često koristi u mikrobiologiji za identifikaciju mikroorganizama.